# Всеобщая конференция Друзей
Всеобщая конференция Друзей (англ. Friends General Conference или сокращенно FGC) — североамериканская квакерская организация, работающая на благо квакерских годовых и месячных собраний Соединённых Штатов Америки и Канады, изъявивших желание быть членами этой организации. Всеобщая конференция Друзей была основана в 1900 году.
Собрания, состоящие во Всеобщей конференции Друзей, относятся, как правило, к «непрограммированной» традиции квакеров, что означает, что такие собрания проходят без пасторского руководства и не имеют заранее подготовленной программы богослужения. В 2013 году в 641 общине, входящих в состав Всеобщей конференции Друзей, насчитывалось около 35 000 членов.

## Миссия организации
Всеобщая конференция Друзей — это квакерская организация в «непрограммированной» традиции Религиозного общества Друзей, действующая на благо своих годовых и месячных собраний.
В миссии организации отмечено:

Всеобщая конференция Друзей при Божественном водительстве заботится о духовной жизнеспособности Религиозного общества Друзей (квакеров), проводя программы поддержки и работая на благо Друзей, собраний и людей, что находятся в духовном поиске.

## Основные цели
Организация декларирует следующие цели :
- Развитие собраний и молитвенных групп.
- Обеспечение ресурсами собраний, Друзей и духовно ищущих людей с целью помочь им ощутить Свет и живое присутствие Бога.
- Помогать собраниям подвигать Друзей распознавать водительство Внутреннего Учителя и расти в служении.
- Преобразование наших представлений так, чтобы наши общественные и личные отношения и поступки могли как можно больше осознавать и ценить  благословенное разнообразие всего человечества.
- Работать над взращиванием и поддержанием живой, разнообразной и любящей общины Друзей, основанной на совместном поиске единства в Духе.
- Являться примером квакерского поведения, выражать и доносить ключевой опыт Друзей, призывать Друзей жить и свидетельствовать согласно нашей вере.
- Обеспечивать диалог с другими, делясь с ними нашим опытом познания Божественной Истины, слушать и учиться на их опыте познания.

Программы и проекты ВКД включают в себя путешествия в служении, религиозную информационную деятельность (outreach), межконфессиональный диалог, публикацию и продажу книг, а также подготовку и проведение ежегодных конференций.

## Структура управления
ВКД управляется комитетом, состоящим из 149 Друзей, 81 из которых назначаются годовыми и месячными собраниями. Работа Всеобщей конференции Друзей осуществляется постоянными сотрудниками и добровольными членами комитетов по проектам.
Главный офис организации находится в Филадельфии, штат Пенсильвания (США).
Издание организации — журнал Friends Journal («Журнал Друзей»)

## Ежегодные встречи
Ключевым событием Всеобщей конференции Друзей является ежегодная встреча Друзей. Такие встречи проходят в июле каждого года на территории какого-нибудь университетского кампуса. Мероприятие обычно привлекает от 1200 до 1500 участников из разных уголков планеты, но большая часть прибывает из США и Канады. Повестка дня мероприятия предлагает 40-60 семинаров и программу из выступлений различных докладчиков. Обсуждаемые темы включают в себя квакерскую веру, практическую жизнь квакеров, искусство и рукоделия, программы для людей разных возрастов, политическую активность. На встречу в качестве докладчиков приглашаются как квакеры, так и не квакеры, которые говорят о предметах интересов квакеров. Например, в 1958 году со своим пленарным докладом выступал доктор Мартин Лютер Кинг. Недавно собрание посетили Лестер Браун, Шейн Клайборн и Бен Пинк Данделаен.
В добавление к семинарам и пленарным заседаниям повестка дня ежегодной встречи зачастую включает в себя особые события, например, концерты. В 1997 году с концертом выступал известный фольклорный исполнитель Пит Сигер. Также несколько раз – в 2002, 2006 и 2011 годах – выступала Эвелин Пэрри, старшая сестра Ричарда Пэрри (прихожанина ВКД) из музыкальной группы Arcade Fire.

## Другие организации квакеров
Наряду с Всеобщей конференцией Друзей внутри квакерского движения действуют две другие схожие с ней организации: Объединённое Собрание Друзей (Friends United Meeting) и Международная евангелическая церковь Друзей (Evangelical Friends Church International). Каждая из этих организаций представляет разные ветви внутри квакерства, при этом Объединенное собрание Друзей (FUM) придерживается более или менее центристской богословской точки зрения, в то время как Международная евангелическая церковь Друзей (EFCI) представляет собой смешение квакерства и консервативного евангелизма.
Изначально Друзья в рамках Всеобщей конференции Друзей являются более социально и теологически либеральными, чем Друзья других ветвей квакерства. Во многих отношениях они схожи с теми протестантами, которые придерживаются отчётливо выраженных прогрессивных точек зрения касательно таких тем как авторитет Библии, сексуальная мораль, отношение к государственной политике. Пацифизм является основной отличительной чертой ВКД.

## История
Историю Всеобщей конференции Друзей можно проследить по ряду конференций, состоявшихся в промежутке между 1868 и 1900 годами. В числе таких конференций были Конференция школ Первого дня (т.е. квакерских воскресных школ), Союз Друзей за благотворительную деятельность, Религиозная конференция Друзей, Образовательная конференция Друзей и съезды Объединений молодых Друзей. Проведение упомянутых конференции было официально объединено в августе 1900 года в рамках состоявшейся в Чатокве (штат Нью-Йорк) первой совместной Всеобщей конференции Друзей.
С 1900 года по 1963 Всеобщая конференция Друзей проходила раз в два года, как правило, каждый раз в разных местах. В период с 1900 по 1922 год месторасположение конференции менялось. Лишь в 1918 году Всеобщая конференция не состоялась.
Начиная с 1963 года, Всеобщая конференция Друзей обрела статус ежегодной конференции и всё чаще стала менять место проведения. В конце 1970-х годов «для того, чтобы акцентировать внимание на других важных участках деятельности Всеобщей конференции Друзей, ежегодные конференции стали называться встречами».